# Juillet 1935
Cette page présente les faits marquants du mois de juillet 1935.

## Événements
- 6 juillet : Tenzin Gyatso, 14e dalaï-lama au Tibet.
- 13 juillet, Allemagne : dissolution et confiscation des biens des associations de Témoins de Jéhovah.
- 14 juillet, France : 
  - Le Front populaire organise un grand défilé unitaire à Paris aux mots d'ordre de « pain, paix et liberté », fondement de sa constitution à la fin de 1934.
  - Royaume de Roumanie : le Parti national agrarien du poète Octavian Goga, antisémite et nationaliste, s’allie avec la Ligue de Défense nationale chrétienne pour constituer le Parti national chrétien.
  - Grand Prix automobile de Belgique.
- 16 juillet, France : décrets-lois de Pierre Laval mettant en œuvre la déflation avec une réduction de 10 % des dépenses publiques et une baisse des prix.
- 23 juillet : le premier système de radar est présenté par les Britanniques.
- 25 juillet - 21 août : le VIIe congrès du Komintern adopte la tactique du « front populaire ».
- 28 juillet : 
  - le Tour de France cycliste est remporté par le Belge Romain Maes, deuxième l'Italien Ambrogio Morelli à 17 min 52 s, troisième et vainqueur du classement de la montagne le Belge Félicien Vervaecke à 24 min 06 s.
  - Grand Prix automobile d'Allemagne.
  - Premier vol du prototype du Boeing B-17 Flying Fortress.
- 30 juillet : appontage sans visibilité entièrement automatisé sur un porte-avions américain. L'avion était équipé d'un cockpit complètement occulté.

## Naissances
- 1er juillet :
  - James Cotton, chanteur et harmoniciste de blues américain († 16 mars 2017).
  - Pierre Papillaud, entrepreneur, homme d'affaires et milliardaire français († 13 juin 2017).
  - David Prowse, culturiste et acteur britannique († 28 novembre 2020).
- 3 juillet : 
  - John Swan, homme politique britannique.
- 4 juillet : Song Gisuk, écrivain sud-coréen († 5 décembre 2021).
- 5 juillet : 
  - Corinne Chevallier, historienne et romancière algérienne.
  - Shirley Collins, chanteuse britannique.
  - Fergus Millar, historien britannique († 15 juillet 2019).
  - André Borel, homme politique français.
- 6 juillet : Tenzin Gyatso le 14e dalaï-lama, chef spirituel du Bouddhisme tibétain.
- 7 juillet : Hans Belting, historien de l'art allemand († 10 janvier 2023).
- 8 juillet : 
  - Vitali Sevastyanov, cosmonaute soviétique († 5 avril 2010).
  - Steve Lawrence, acteur et chanteur américain († 7 mars 2024).
- 9 juillet : Wim Duisenberg, homme politique néerlandais, président de la Banque centrale européenne de 1998 à 2003 († 31 juillet 2005).
- 11 juillet : Theodore Weesner, écrivain américain († 25 juin 2015).
- 12 juillet : John Patton, organiste de jazz américain († 19 mars 2002).
- 13 juillet : 
  - Kurt Westergaard, dessinateur de presse et caricaturiste danois († 18 juillet 2021).
  - Monique Vézina, administratrice et femme politique québécoise († 15 décembre 2024.

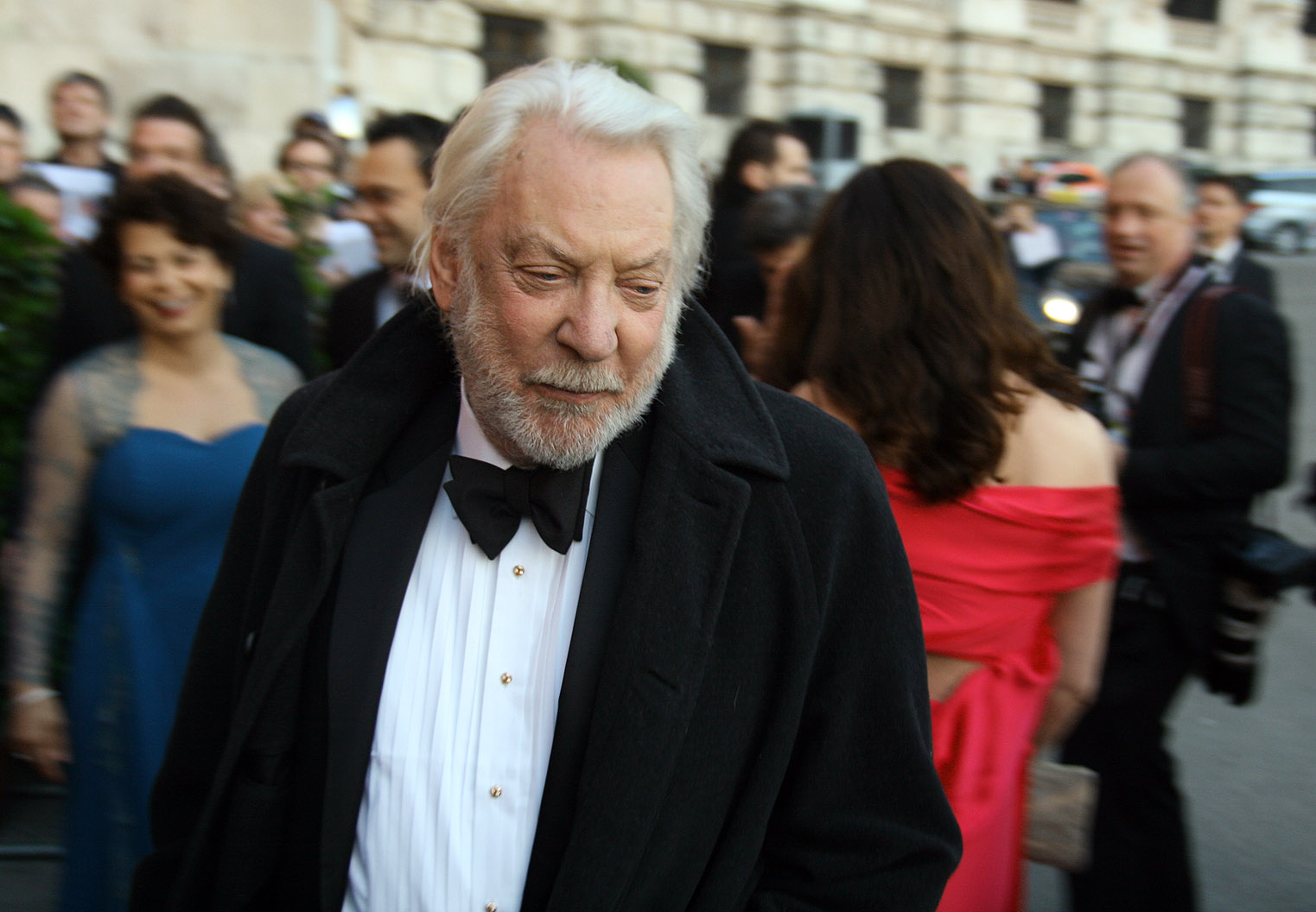
Donald Sutherland - Rome - avril 2011

- 15 juillet : Ken Kercheval, acteur américain († 21 avril 2019).
- 17 juillet : 
  - Donald Sutherland, acteur canadien († 20 juin 2024).
  - Peter Schickele, compositeur américain († 16 janvier 2024).
- 18 juillet : Ben Vautier, artiste français († 5 juin 2024).
- 23 juillet : Jean-Pierre Coursodon, critique et historien du cinéma français († 31 décembre 2020).
- 24 juillet : Anne-Marie Peysson, speakerine et journaliste française († 14 avril 2015).
- 25 juillet : Gilbert Parent, homme politique canadien († 3 mars 2009).
- 26 juillet : Claude Esteban, poète français († 10 avril 2006).
- 27 juillet : Don Mazankowski, homme politique canadien († 27 octobre 2020).

## Décès
- 3 juillet : André Citroën, fondateur français de la marque (° 1878).
- 12 juillet : Alfred Dreyfus, capitaine français, voir l'affaire Dreyfus (° 1859).
- 18 juillet : George Clift King, maire de Calgary.